# Uche Iheruome
Uche Iheruome (ur. 14 kwietnia 1987 w Lagos) – nigeryjski piłkarz grający na pozycji napastnika.
Walnie przyczynił się do zdobycia przez Paxtakor Taszkent mistrzostwa Uzbekistanu w 2006 roku, zdobywając 17 goli, o jeden mniej od partnera z ataku - Servera Jeparova.

## Kariera klubowa
Ostatnia aktualizacja: 27 września 2008
| Sezon | Klub       | Kraj       | Liga | Mecze | Gole |
| ----- | ---------- | ---------- | ---- | ----- | ---- |
| 05/06 | Paxtakor   | Uzbekistan | 1    | ??    | ??   |
| 06/07 | Paxtakor   | Uzbekistan | 1    | 24    | 17   |
| 07/08 | Mes Kerman | Iran       | 1    | 12    | 4    |
| 08/09 | Paxtakor   | Uzbekistan | ?    | ?     |      |

## Osiągnięcia
- Puchar Uzbekistanu:  2006
- Mistrzostwo Uzbekistanu:  2006